# Gladys Anoma
Bonful Gladys Rose Anoma (ur. 28 marca 1930, zm. 26 października 2006 w Paryżu) – iworyjska nauczycielka akademicka i polityczka. Jedna z trzech pierwszych kobiet (wspólnie z Hortense Aka-Anghui oraz Jeanne Gervais) wybranych do Zgromadzenia Narodowego Wybrzeża Kości Słoniowej, w którym zasiadała od 1965. W latach 1975–1989 służyła jako wiceprzewodnicząca Zgromadzenia.

## Życiorys

### Młodość, edukacja i kariera zawodowa
Była córką Josepha Anomy, iworyjskiego działacza niepodległościowego.
Studiowała przez cztery lata w Senegalu, a następnie przez dwa lata we Francji. Uzyskała doktorat na Sorbonie z botaniki tropikalnej. W trakcie swojej edukacji odwiedziła Etiopię, Ghanę, Maroko, Niemcy, Anglię i Tunezja. Pracowała jako profesor na Uniwersytecie Félixa Houphouët-Boigny.

### Działalność polityczna
Była członkinią biura politycznego Partii Demokratycznej Wybrzeża Kości Słoniowej.
Z powodzeniem ubiegała się o mandat w Zgromadzeniu Narodowym Wybrzeżu Kości Słoniowej z ramienia Partii Demokratycznej Wybrzeża Kości Słoniowej. Wspólnie z Hortense Aka-Anghui i Jeanne Gervais stały się pierwszymi i jednymi kobietami wybranymi do parlamentu w historii kraju. W latach 1975–1989 służyła jako wiceprzewodnicząca Zgromadzenia.

### Życie prywatne, pozostała działalność i śmierć
Od 1963 roku pełniła funkcję sekretarz generalnej ogólnokrajowej organizacji wspierającej prawa kobiet w Wybrzeżu Kości Słoniowej oraz kobiecej frakcji Partii Demokratycznej – Association des Femmes Ivoiriennes. Była mężatką. Jej mąż był sekretarzem generalnym w ministerstwie spraw zagranicznych kraju. Mieli czwórkę dzieci. Zmarła 26 października 2006 w Paryżu.